# ABC性教育
ABC性教育（ABC strategy）也稱為以ABC三原則（Abstinence, be faithful, use a condom），或是以禁慾為基礎的性教育（abstinence-based sex education），是一種以守貞教育（性禁慾）為基礎的性教育，不過結合了風險迴避及減少傷害的概念，因此除了強調守貞外，性教育內容也包括單一性伴侶安全性行為的重要性，以及生育控制（避孕）的方法。ABC性教育的A代表性禁慾（Abstinence）、B代表單一性伴侶（be faithful）、C代表生育控制（use a condom）。ABC性教育是介於守貞教育和綜合性性教育之間的性教育方式。守貞教育提倡在婚前不要發行性行為，其中不會教授安全性行為及避孕方法。而ABC性教育仍強調（婚前及婚外的）性禁慾，但同時提供安全性行為的資訊。
ABC性教育的提出是因為因應非洲HIV/AIDS疫情的擴大，也避免其他性傳染病的蔓延。在非洲推展ABC性教育後，在烏干達、肯亞、辛巴威等地的感染HIV人數開始下降，烏干達AIDS患者的比例從1990年的15%降到2001年的5至6%。一般認為感染HIV人數的下降是因為推動ABC性教育，尤其是減少性伴侶的數量
ABC性教育也可以包括人際關係的議題、人類生殖系統的生物學概論、安全性行為方式以及生育控制（避孕）方法、HIV及艾滋病的資訊，以及用自慰來取代性行為。
ABC性教育仍建議理想到在婚前性禁慾，並且不對配偶之外的人有性行為，有單一長期的性伴侶。保險套以及安全性行為的實務是在無法維持單一性伴侶的情形下才建議。ABC性教育一方面提倡理想的情形（在婚前及婚外禁慾），不過也務實的處理純禁慾的守貞教育效果不佳的事實，因此受到許多非洲國家及救济机构的歡迎。
ABC性教育在非洲許多國家有使用。其中的版本包括烏干達的性禁慾性教育，也有其他的版本。在2009年史丹佛大學的問卷中已確認此作法的正面影響。

## 內容
ABC性教育包括性禁慾、忠實（單一性伴侶）及使用保險套：
- 性禁慾（Abstinence）：ABC性教育鼓勵青年人延遲第一次性行為的年齡，或者是在婚前進行性禁慾，這是最有效避免HIV感染的方式，也是基督教提倡的理想作法。該計劃會介紹進行性禁慾的技巧，並且鼓勵參與者適應支持性禁慾的社會常規[來源請求]。
- 忠實（單一性伴侶，Be Faithful）：除了性禁慾外，ABC性教育鼓勵參與者消除休闲性行为或是同一時期和多個性伴侶進行的性行為，並且保持對婚姻或是其他性關係的忠誠，這也可以減少暴露HIV的風險[來源請求]。
- 使用保險套（Use a Condom）：天主教會公開表示反對使用保險套為避孕方式。不過本篤十六世在2010年的一次訪談中提到使用保險套，他認為某些情形下使用保險套是道德的第一步[6][7]。

## 外部連結
- USAID: The ABCs of HIV Prevention
- Avert.org: The ABC of HIV prevention（页面存档备份，存于）
- 世界各地性教育面面觀 南方人物周刊（页面存档备份，存于）